# 1374 Isora
1374 Isora è un asteroide areosecante. Scoperto nel 1935, presenta un'orbita caratterizzata da un semiasse maggiore pari a 2,2510876 au e da un'eccentricità di 0,2776727, inclinata di 5,29554° rispetto all'eclittica.
Il nome dell'asteroide è stato ottenuto invertendo le lettere del nome femminile Rosi e aggiungendo secondo un uso comune all'epoca il suffisso a. Non è tuttavia noto a chi lo scopritore volesse specificatamente dedicare l'asteroide..